# 衛生
衛生（えいせい、英語・ドイツ語：hygiene）とは、「生」を「まもる」ことから健康をまもること、転じて健康の増進を意味する。特に清潔を保つことを意味する場合も多い。また、学問の一分野として衛生学（えいせいがく）、保健衛生学（ほけんえいせいがく）がある。

## 概念
衛生の概念は古代のヒポクラテスやガレノスなどの著書にも記述があるが、衛生（あるいは公衆衛生）という概念が一段と重要視されるようになったのは産業革命後のヨーロッパにおいてである。
日本語の「衛生」という言葉は明治時代に長与専斎（長與專齋）が荘子の庚桑楚篇からあてたものである。長与がヨーロッパを視察し、生命や生活を守る概念として考え方ドイツ語「「ヒュギエーネ(hygiene)」が社会基盤整備を含み、国家、都市を対象としていることから、その和訳について、敢えて「養生」（「健康」、「保健」）を転用せず荘子の庚桑楚篇にある「衛生」（康煕字典体では「衞生」）の語をあてたことに始まる。

## 歴史

### 欧米における歴史
先史時代の人類の最大の脅威は急性の感染症であった。このような脅威に対しては宗教的方法による祈祷を行ったり、生贄を捧げたり、掟を定めることで対処しようとした。
古代ギリシャや古代ローマの時代には後世の自然科学につながる自然認識が出現し、都市部の排水、灌漑、浴場、さらに家屋の清潔法など一定の衛生的知識がみられた。先述のようにヒポクラテスやガレノスなどの著書にも衛生に関する記述がみられる。
中世からルネサンス期になるとキリスト教的思想の支配の影響から疾病は人間の原罪に起因しているという思想が強くなり学問的な進展は停滞した。ただ、慈善病院における患者の隔離、ネズミの駆除、検疫といった感染症対策は行われていた。
近代、産業革命が始まるとともに工場を中心とする都市の発展、農村人口の都市への流入、交通機関の発達などが感染症の流行に拍車をかけた。このような問題に対処するため、フランスでは1822年に高等公衆衛生会議が設立され、イギリスでは1848年に公衆衛生法が制定されるとともに衛生局が設立された。また、同時期にはルイ・パスツールやロベルト・コッホによる病原菌の発見、エドワード・ジェンナーによる種痘法、ジョン・スノウによるコレラの疫学的研究などの業績があった。

### 日本における歴史
明治時代以前の日本では衛生という概念に基づく事実は極めて少ない。一部の慈恵的な行政や公共施設（神田上水など）のほか、貝原益軒の『養生訓』や杉田玄端の『健全学』といった書物があったにすぎない。
江戸時代末期から明治時代にかけて西洋から種痘法が伝来したことで西洋医学の導入が始まった。
1873年に文部省に医務局が設置され、翌年の1874年には種痘規則が公布された。1875年に文部省の医務局は内務省に移管され内務省医務局になった。1938年、厚生省が設置されるとともに国立公衆衛生院が設立された。

## 衛生に関する学問

### 衛生学
衛生についての学術体系は衛生学としてまとめられる。その範囲、手法については多岐にわたり、また境界が曖昧であるが、健康に影響を及ぼす様々なリスクを推定し、予防活動に結びつける学問であるといえる。
日本における衛生学の代表的な学会は日本衛生学会が挙げられる。その総会における演題分類によれば、以下のカテゴリーを衛生学の対象としているといえる。感染症の征圧や栄養状態の改善を主な目的としたかつての衛生学に加えて、現代の生活習慣病、老人保健、環境問題などにも対象を広げ、手法も遺伝子や分子生物学を応用するなどの展開を見せている。
- リスク要因：環境生理・物理的環境 - 感染症 - 無機及び有機有害物質 - 生活習慣病 - 骨代謝 - 健康増進・体力・運動 - 健康管理・疲労 - 精神保健・ストレス - 難病・特定疾患 - 免疫 - 遺伝子
- 目的・手法：環境衛生 - 生物学的モニタリング・バイオマーカー - 栄養・食品衛生 - 母子保健・母性保健・小児保健 - 学校保健 - 老人保健・福祉 - 健康教育・喫煙問題 - 産業保健 - 地域保健・医療経済・医の倫理 - 衛生統計・人口問題 - 国際保健

### 衛生工学
衛生工学について、山本剛夫（当時京都大学工学部衛生工学教室）による論考『環境工学と衛生工学』（「環境技術」Vol. 8 (1979年 No. 12 ）で、世界保健機構が「衛生工学とは、人間の身体的・精神的及び社会的に良好な状態、すなわちsocial well - beingを推進するために、人間の自然的環境を工学的手段によって制御することである、と理解される」と定義しており、したがって衛生工学は工学的手段によって人間の健康を推進さすことを主たる目的としているとしている。
関連する学門に空気調和工学、建築環境工学や都市工学がある。
日本における学会に空気調和・衛生工学会がある。また、関連資格には空気調和・衛生工学会設備士、衛生工学衛生管理者などがあり、水道技術管理者、廃棄物処理施設技術管理者、特別管理産業廃棄物管理責任者、建築物環境衛生管理技術者、除害施設等管理責任者、建築設備士、浄化槽設備士等は、大学などにおいて理学、薬学、工学、農学の課程で衛生工学もしくは化学工学に関する科目を修めて卒業した者や衛生工学、水道工学を専攻で実務経験を持つ者などが受験することができるとしている。技術士には技術士衛生工学部門が、労働衛生コンサルタントに労働衛生工学の分野が設けられている。
エコテクノロジーは衛生工学分野で自然の機能を活用した浄化技術の意味から用語が派生している。

## 生活者・労働者と衛生
衛生には生活者や労働者との関係で、公衆衛生、精神衛生、労働衛生、食品衛生など様々な派生概念があるが、相互に関連性があり産業精神保健のように複合的なものもある。

### 公衆衛生
公衆衛生は、集団の健康の分析に基づく地域全体の健康への脅威を扱うものである。

#### 消毒
公衆衛生を保つためには、日々のアルコール消毒などの心がけが重要である。アルコール消毒は、手洗いや次亜塩素酸の利用よりも効果的な方法である。

### 精神衛生
精神衛生とは精神的ショック・精神的ストレス等の精神的苦痛等に常時晒されていない精神的健康者にあっては精神面の健康維持、精神的疾患に罹りやすい人々にあっては原因の除去や排除等による罹患予防、等で安寧な気持ちが保ち続けることができるように精神面の健康維持に対する改善活動を含む公衆衛生の一分野。

### 建築衛生
建築衛生とは、給排水衛生設備をつかさどる分野のことを指す。とりあつかう設備については以下のようなものがある。
- 給水設備
  - 上水
  - 井水
  - 中水（工業用水、雑用水）
- 排水通気設備
  - 屋内排水設備
  - 屋外排水設備
  - 雨水排水設備
  - 排水トラップ
  - 阻集器
  - 通気設備
- 衛生器具設備
- 浄化槽設備